# Rudolf Berenberg
Rudolf Berenberg (* 7. Oktober 1680 in Hamburg; † 16. Dezember 1746 ebenda) war ein deutscher Kaufmann, 1728–1729 Präses der Commerzdeputation und 1735–1746 Hamburger Senator.

## Leben und Wirken
Rudolf Berenberg war in vierter Generation Mitglied des Hanseatengeschlechts Berenberg. Als neuntes von zehn Kindern von Cornelius Berenberg (1634–1711) und Anna Maria Berenberg, geborene Colin (1649–1684), führte er mit seinem Bruder Johann Berenberg (1674–1749) das von Hans Berenberg gegründete Unternehmen fort, welches heute unter dem Namen Berenberg Bank firmiert. Das Unternehmen hieß zunächst Johann und Rudolf Berenberg und ab 1735 dann Johann und Herr Rudolf Berenberg. Der Namenszusatz „Herr“ wurde hinzugefügt, nachdem Rudolf Berenberg Mitglied des Hamburger Senats geworden war, da er Ansehen und Kreditwürdigkeit erhöhte.
Berenberg leistete am 8. April 1707 seinen Bürgereid ab und war fortan mit vielfältigen ehrenamtlichen Tätigkeiten in Hamburg betraut. 1710 fungierte er zunächst als Provisor und ab 1717 als Jahresverwalter des Spinnhauses. 1718 wurde er als Hamburger Bürger Mitglied im Niedergericht und wirkte sodann als Bürger auch in verschiedenen Deputationen: 1719 für den Admiralitätszoll, 1721 für die Stadtbefestigung (Fortifikation), 1726–1728 für die Artillerie. Bereits 1720 war er darüber hinaus Provisor und 1723 Jahresverwalter des Waisenhauses geworden.
1724 wurde erstmals in die Commerzdeputation gewählt und fungierte von 1727 bis 1728 als Präses, fünf Jahre, nachdem sein Bruder Johann dieses einflussreiche Amt bekleidet hatte. Von 1726 bis 1728 wirkte er daneben als Kriegskommissar der Infanterie und Dragoner. Von 1730 bis 1735 wurde er an das Admiralitätsgericht berufen und war seit 1731 als Bürger Mitglied der Bankdeputation.

## Senator in Hamburg
1735 wurde Berenberg Senator und damit Mitglied des Rates der Freien und Hansestadt Hamburg. Er blieb dies bis zu seinem Tod.
Als solcher wirkte er 1736 bis 1737 als Vorsitzender der Deputationen für die Gassenordnung, Viehakzise, Artillerie und Stadtbefestigung und war als Düpeherr für die Wassertiefe der Schiffswege verantwortlich. Von 1736 bis 1741 war er für die Verpflegung der Stadt zuständig und stand den Deputationen für die Bier,- Bierprobe- und Brauakzise, sowie der Kontorordnung vor und war Herr der Brotordnung. Ab 1737 fungierte er zudem als Vorsitzender der Börsen-Deputation, von 1742 bis 1743 als Vorsitzender der Feuerkassen-Deputation, 1744 bis 1745 als Präses des Niedergerichts und 1745 bis 1746 als Präses der Bank-Deputation, sowie als Patron des Posthofes und des Spinnhauses.

## Familie
Rudolf Berenberg heiratete am 29. April 1709 Anna Elisabeth, geb. Amsinck (1690–1748), die ihm 13 Kinder gebar. Ihr Sohn Paul Berenberg (1716–1768) wurde später ebenfalls Senator und Präses der Hamburger Commerzdeputation.